# Stoycho Breskovski
Stoycho Vassilev Breskovski, búlgaro Стойчо Василев Бресковски, (Granit, Stara Zagora, 25 de dezembro  de 1934 – Sófia, 15 de janeiro de 2004) foi um geólogo e um paleontólogo búlgaro, especialista em fósseis invertebrados e amonites do Cretáceo. Durante as suas viagens,  acumulou uma vasta coleção de amonites.  Seu descobrimento mais conhecido é o fóssil de um mosassauro e o fossil de um dinossauro. Entre os cargos que ocupou foi curador da paleontologia do Museu Nacional de História Natural há 20 anos. Participou em várias expedições, especialmente ao interior da Bulgária, Cuba, Sibéria, Geórgia.
En homenagem ao naturalista, um gênero e dois espécies de amonites foram bautizados: Breskovskiceras Vermeulen & Lazarin, 2007, Plesiospitidiscus breskovskii Cecca et al., 1998 e Montanesiceras breskovskii Vaŝiĉek et al., 2013.

## Obras
- St Breskovski (1977), Sur la classification de la famille Desmoceratidae Zittel, 1895 (Ammonoidea, Crétacé), C. R. Acad. bul. sci, 30, 6: 891-4.
- S. Breskovski (1975), Les zones et sous-zones ammonitiques dans l'étage Barrémien en Bulgarie du Nord-Est, Geologica Balcanica, N.S., 5, 46-66.
- St. Breskovski (1967), Eleniceras - genre nouveau d'ammonites hautériviens, Bull. Geol. Inst., Ser. Paleontology, 16: 47-52.
- Стойчо Бресковски (1966), Биостратиграфия на барема южно от Брестак, Варненско [Biostratigaphie du Barrémien  au Sud du village de Brestak, dans la région de Varna], Тр. Геолог Бълг., сер. Палеонтология, 8, 71-121.